# JezzBall
JezzBall est un jeu vidéo de réflexion. Il a été programmé par Dima Pavlovsky et introduit en 1992 dans le Microsoft Entertainment Pack, et plus tard dans le Best of Microsoft Entertainment Pack.

## Système de jeu
Il s'agit d'un jeu vidéo dans lequel des balles rouges et blanches, appelés atomes, rebondissent sur une zone de jeu  rectangulaire. Le joueur avance au niveau suivant (avec comme conséquence un plus grand nombre d'atomes et de vie) en enfermant des atomes dans  des espaces de plus en plus petits, jusqu'à ce qu'au moins 75 % de la superficie de la zone de jeu soit recouverte. On  gagne un bonus lorsqu'on recouvre plus de 75 % de la surface, qui est calculée à partir du pourcentage supérieur à 75 % que l'on parvient à recouvrir. Il faut également finir un niveau dans le temps imparti, celui-ci augmente à chaque changement de niveau.